# Bulonga
Bulonga là một chi bướm đêm thuộc họ Geometridae.

## Các loài
- Bulonga distans Warren, 1896
- Bulonga griseosericea (Pagenstecher, 1889)
- Bulonga phillipsi Prout, 1930
- Bulonga schistacearia Walker, 1859
- Bulonga trilineata Bastelberger, 1905